# Carum
Carum L., 1753 è un genere di piante angiosperme della famiglia delle Apiacee.

## Tassonomia
Il genere comprende le seguenti specie:
- Carum appuanum (Viv.) Grande
- Carum asinorum Litard. & Maire
- Carum buriaticum Turcz.
- Carum carvi L.
- Carum carvifolium (DC.) Arcang.
- Carum caucasicum (M.Bieb.) Boiss.
- Carum diversifolium (DC.) C.B.Clarke
- Carum graecum Boiss. & Heldr.
- Carum heldreichii Boiss.
- Carum iminouakense Quézel
- Carum jahandiezii Litard. & Maire
- Carum lacuum Emb.
- Carum leucocoleon Boiss. & A.Huet
- Carum meifolium Boiss.
- Carum meoides (Griseb.) Halácsy
- Carum pachypodium Candargy
- Carum polyphyllum Boiss. & Balansa
- Carum proliferum Maire
- Carum rupicola Hartvig & Å.Strid
- Carum takenakae Kitag.

### Binomi obsoleti
- Carum ajowan (Roxb.) Waring = Trachyspermum ammi (L.) Sprague
- Carum multiflorum (Sm.) Boiss. = Hellenocarum multiflorum (Sm.) H.Wolff
- Carum roxburghianum Benth. ex Waring = Psammogeton involucratus (Roxb.) Mousavi, Mozaff. & Zarre
- Carum sylvestre (L.) Baill. = Anthriscus sylvestris (L.) Hoffm.